# Calamarca, Bolivia

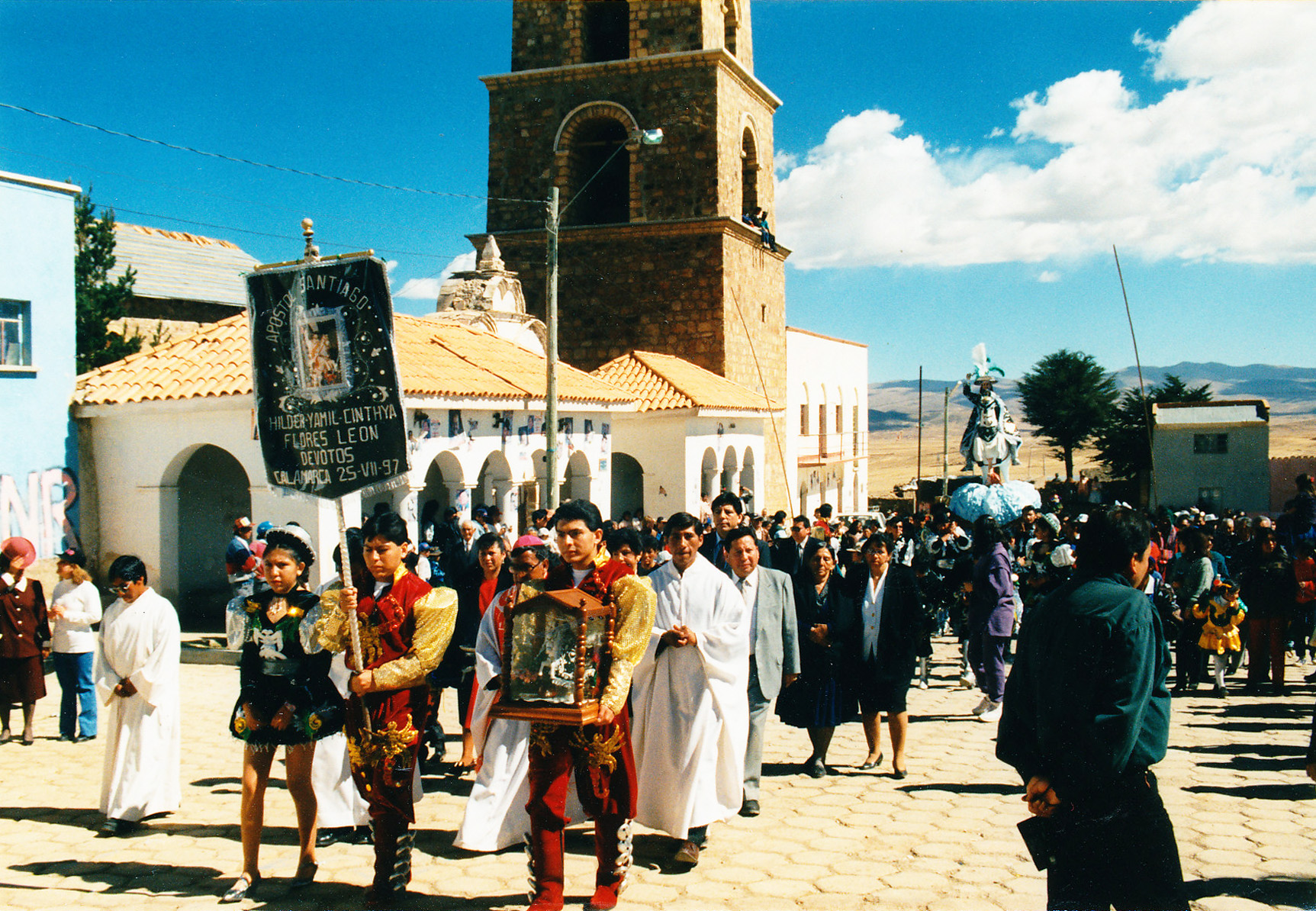
Calamarca.

Calamarca är en ort i den bolivianska provinsen Aroma i departementet La Paz.